# Samuel Colt
Samuel Colt, född 19 juli 1814 i Hartford, Connecticut, död 10 januari 1862 i Hartford, Connecticut, var en amerikansk vapentillverkare och uppfinnare.
Colt uppfann 1829 och patenterade 1835 den första användbara revolvern. Han grundade 1836 ett bolag för exploaterande av denna och andra uppfinningar, och anlade en fabrik i Paterson, New Jersey. Senare flyttades fabriken från New Jersey till Colts födelsestad Hartford, Connecticut. Från hans fabrik Colt's Fire Arms Manufacturing Co. har en rad såväl tidiga revolvrar som modernare automatvapen utgått.
Colt konstruerade även den undervattenskabel, som 1846 utlades mellan Coney Island och New York.

## Biografi
Colts far hette Christopher Colt (1777-1850), en jordbrukare som hade flyttat sin familj till staden efter att han blev en affärsman, och modern Sarah Caldwell. Hon dog i tuberkulos när han var sex år gammal. Han hade tre systrar och tre bröder, varav en dömts för mord.
Vid femton års ålder började Colt att arbeta på sin fars textilfabrik där han hade tillgång till material, verktyg och arbetarexpertis. Ett år hade han försökt spränga en träflotte i luften med hjälp av undervattenssprängmedel. En brand år 1830 avslutade hans skolgång, och han skickades till en internatskola.
Han hörde senare soldater prata om en "omöjlig pistol" som kunde avlossa fem, sex skott utan att behöva laddas om. Det blev hans inspiration under de kommande åren, och han bestämde sig för att skapa den "omöjliga pistolen". Efter upprepade misstag lyckades han med sin "omöjliga pistol" (som han nu börjat kalla revolver), vilken först inte sålde så bra. Under mexikansk-amerikanska kriget fick han ett uppsving vilket fortsatte regelbundet, vilket resulterade i att han blev väldigt rik. Han sålde också många revolvrar under amerikanska inbördeskriget.
Han dog vid 47 års ålder av gikt.